# Palazzo dei marchesi di Fronteira

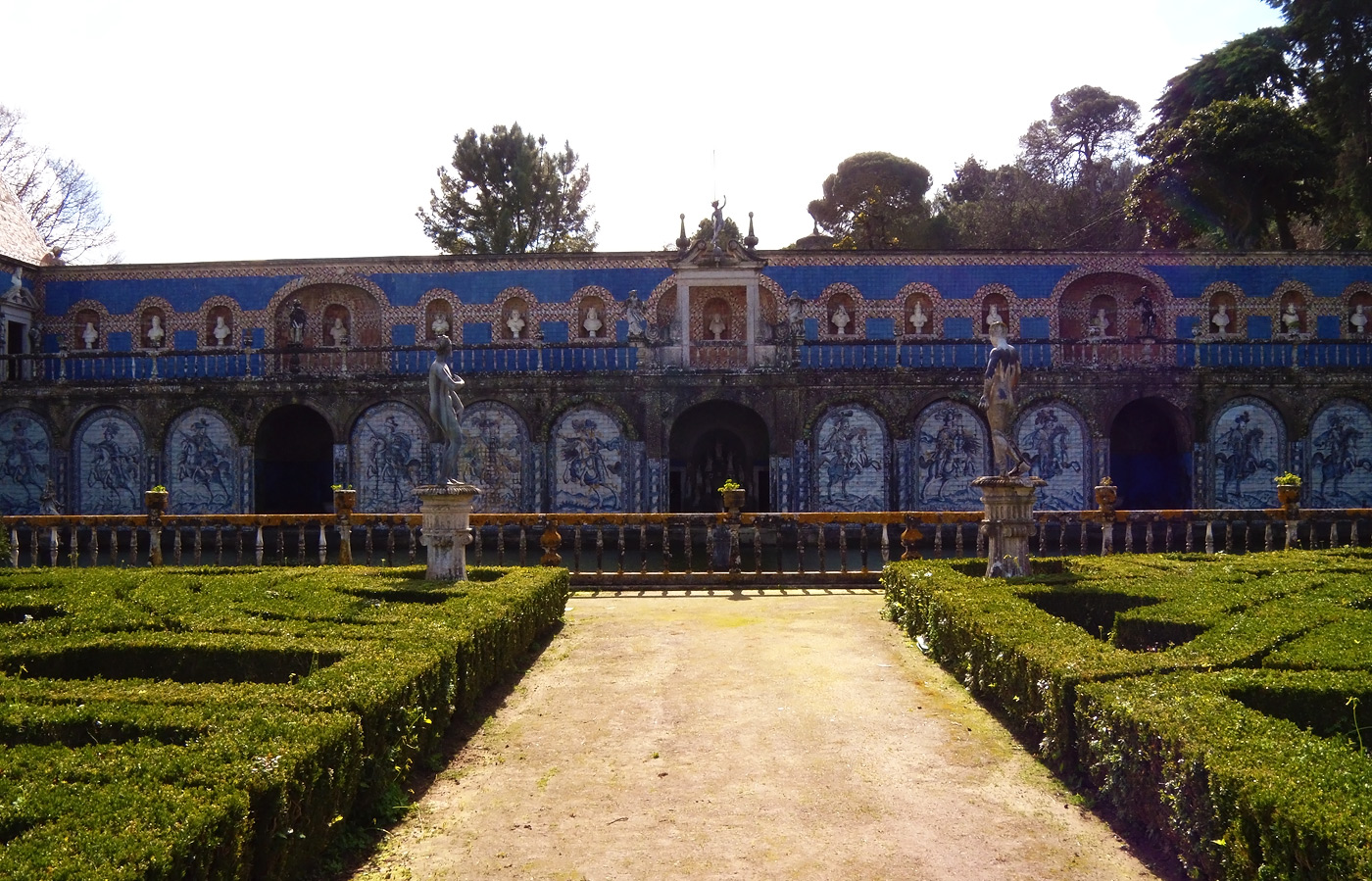
I giardini del palazzo

Il Palazzo dei marchesi di Fronteira (in portoghese: Palácio dos marqueses de Fronteira) o semplicemente Palazzo Fronteira (in portoghese: Palácio Fronteira) è una storica residenza di Lisbona, situata nella freguesia di São Domingos de Benfica.

## Storia
Il nucleo originario della tenuta, padiglione di caccia e residenza estiva di João de Mascarenhas, primo marchese di Fronteira, venne costruito in data incerta. La realizzazione della parte centrale del palazzo risale al 1670-1671. Il palazzo venne visitato nel febbraio del 1669 da Cosimo III de' Medici, in quel tempo impegnato in un Grand Tour attraverso l'Europa. 
Dopo il terremoto di Lisbona del 1755 la residenza cittadina dei Mascarenhas nella zona del Chiado venne distrutta, determinando il trasferimento della famiglia nel palazzo Fronteira, che venne abbellito ed ampliato. Parte del palazzo è tuttora abitato dalla famiglia dei marchesi di Fronteira, mentre una parte è aperta al pubblico. Nel 1989 Fernando José Fernandes Costa Mascarenhas, XII marchese di Fronteira, creò la Fundação das Casas de Fronteira e Alorna, che gestisce il palazzo e vi organizza eventi culturali.

## Descrizione
La tenuta si trova al nr. 1 di Largo São Domingos de Benfica, nei pressi del Parco forestale di Monsanto.
Al suo interno, si trovano stanze del XVII e del XVIII secolo.
Il palazzo è circondato da giardini all'italiana, in cui sono raffigurate le quattro stagioni.  Nei giardini, vi si trova una scalinata che conduce ad una terrazza, dove si trovano i busti dei re portoghesi (con l'eccezione dei monarchi della dinastia filippina), e un laghetto nei pressi dei quali sono raffigurati gli antenati dei marchesi di Fronteira.
Il palazzo e i giardini sono decorati con azulejos che raffigurano scene di battaglia o scimmie suonatrici.
Tra le sale, spicca la Sala das Batalhas (Sala delle battaglie), decorata con scene della guerra di restaurazione portoghese; in una di queste si vede il primo proprietario della tenuta, João de Mascarenhas mentre combatte con un generale spagnolo.
La Sala de Jantar (Sala da pranzo) è abbellita con azulejos e ritratti di esponenti della nobiltà portoghese.
La Sala de Juno o Sala Imperio (Sala di Giunone) è decorata con affreschi e ritratti, realizzati da vari artisti, tra cui il più significativo è Domingos António de Sequeira. 
La parte più antica della tenuta è rappresentata da una cappella risalente al XVI secolo. La facciata della cappella, rinnovata nel XVIII secolo, è adornata con pietre, conchiglie, inserti in vetro e frammenti di porcellana. Secondo la tradizione tali frammenti proverrebbero dal servizio utilizzato in occasione dell'inaugurazione del palazzo. Le stoviglie utilizzate dal futuro re Pietro II del Portogallo vennero distrutte affinché nessun altro potesse utilizzarle nuovamente. Nel porticato della cappella vi sono delle nicchie in azulejo con raffigurazioni allegoriche delle arti e figure mitologiche. 

## Galleria d'immagini

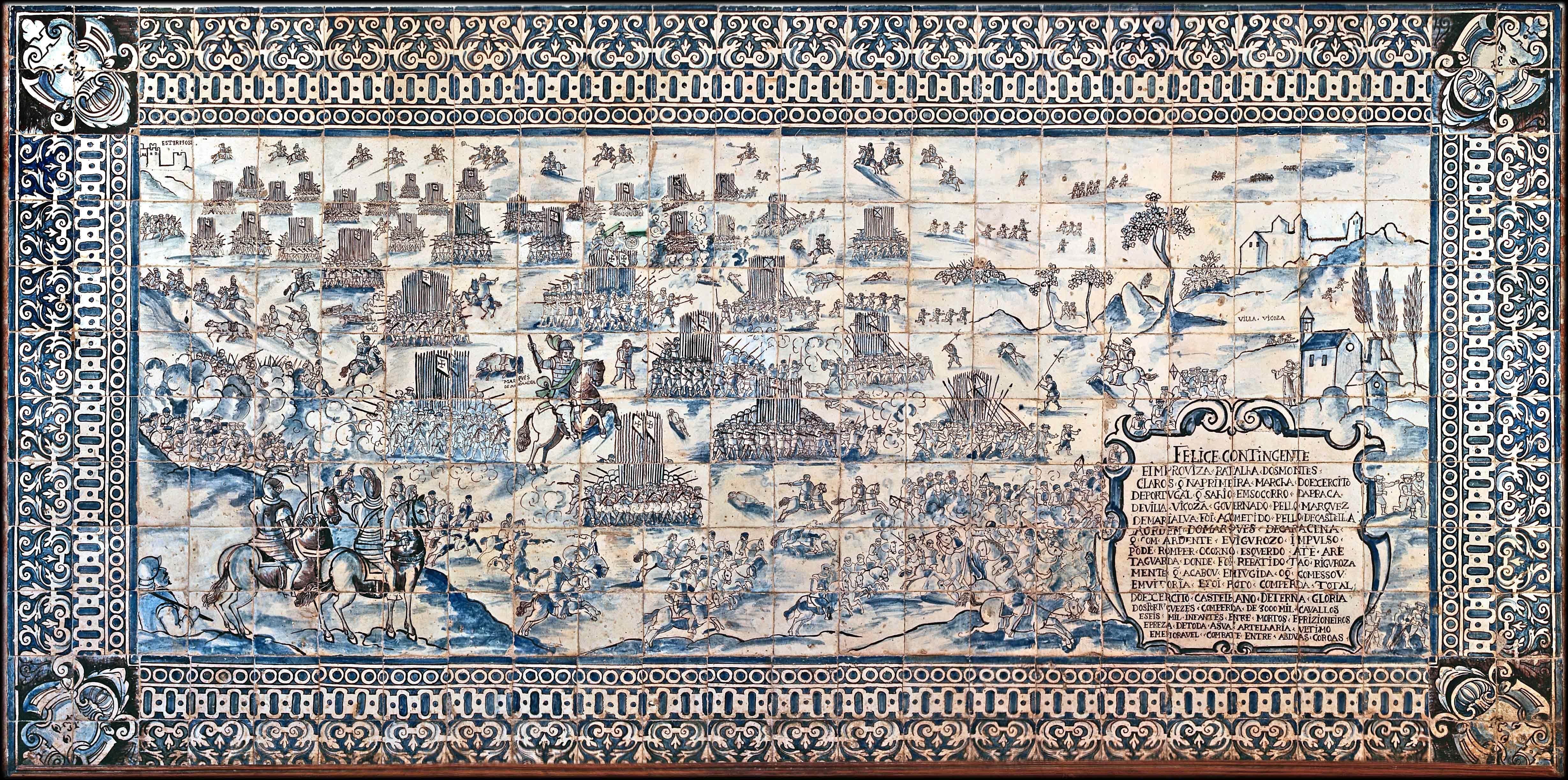
Azulejo raffigurante la battaglia di Montes Claros.
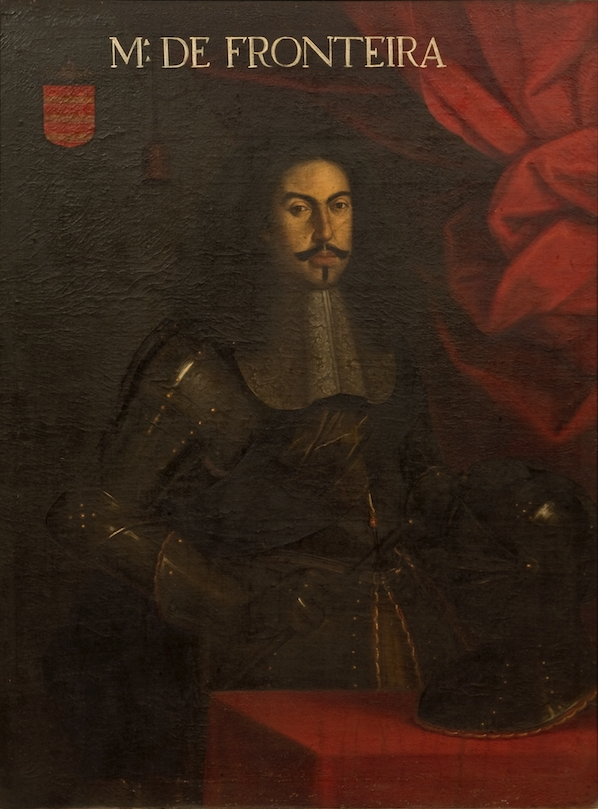
Ritratto di João de Mascarenhas, I marchese di Fronteira (1633-1681). Figura di spicco della Guerra di restaurazione portoghese e favorito di Pietro II del Portogallo, promosse la costruzione del palazzo dei marchesi di Fronteira.
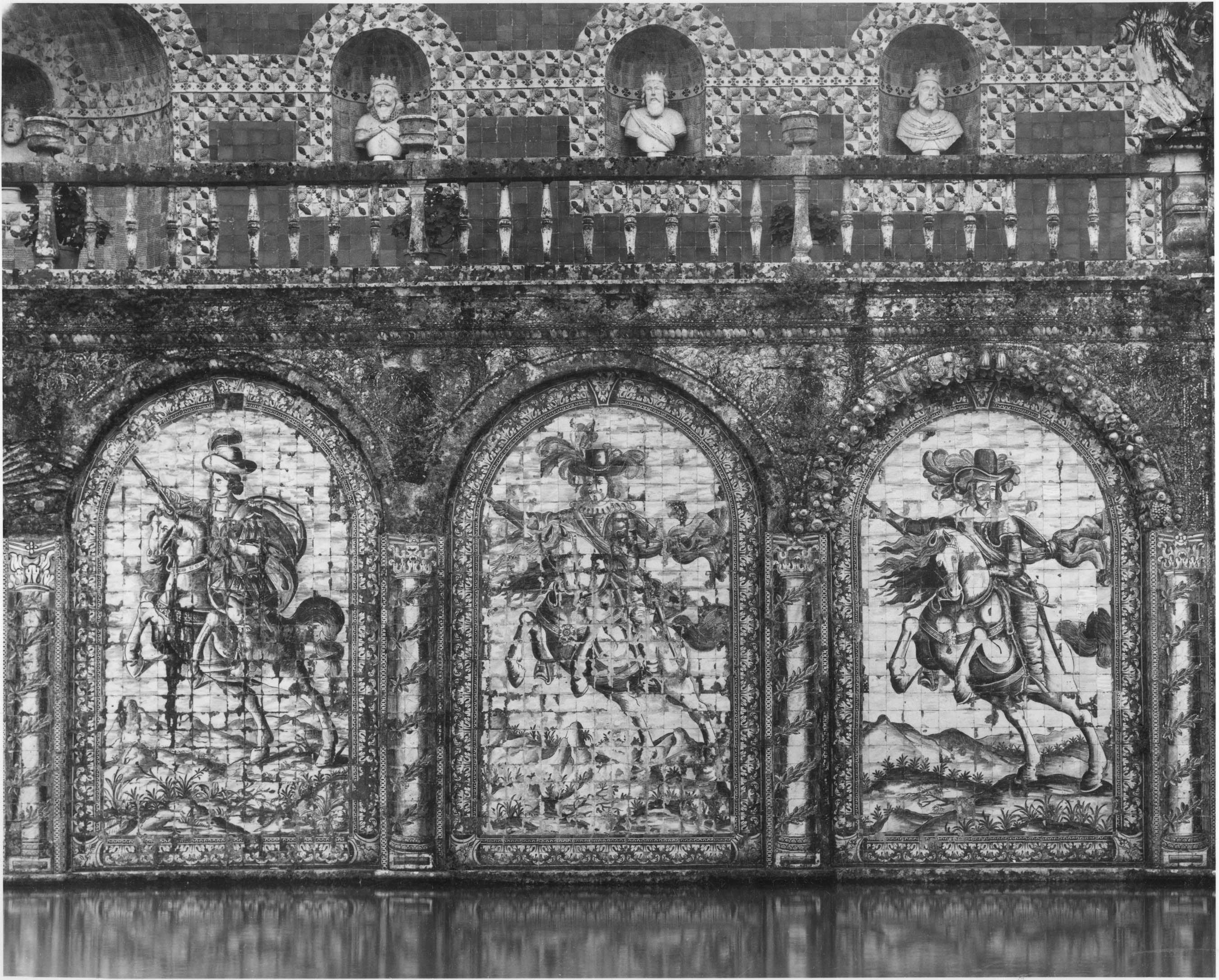
Panelli di azulejo del XVII secolo, dettaglio del Tanque dos Cavaleiros. Foto dello storico dell'arte João Miguel dos Santos Simões.
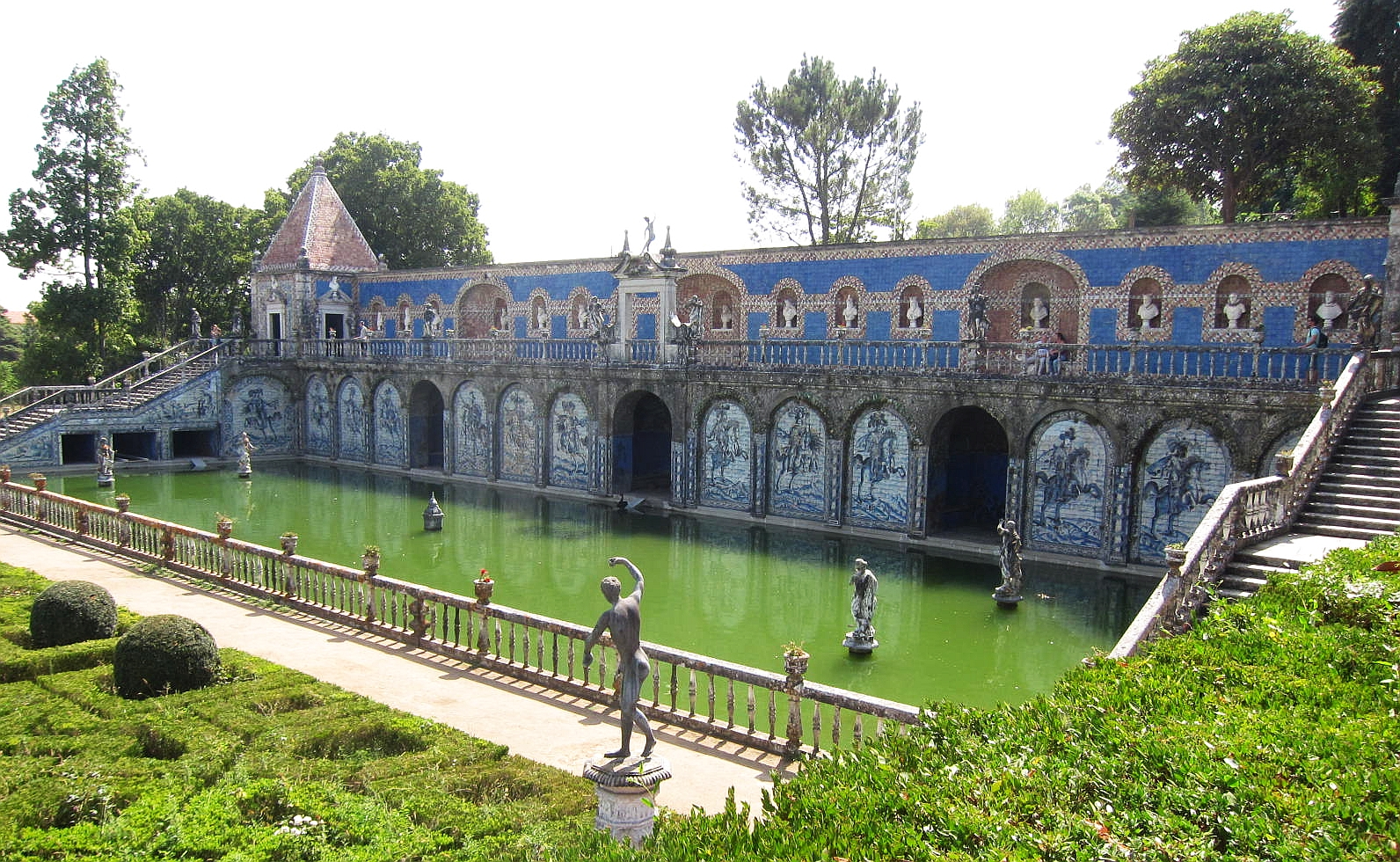
Visione d'insieme del Tanque dos Cavaleiros con la Galeria dos Reis.
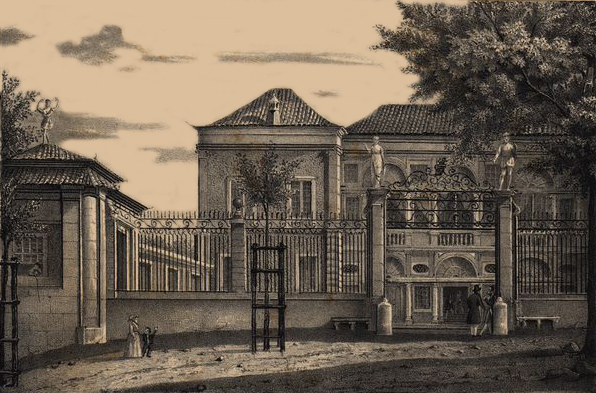
Litografia di Charles Legrand (fl. 1839-1847) raffigurante il palazzo intorno alla prima metà del XIX secolo, conservata presso la Biblioteca nazionale del Portogallo.
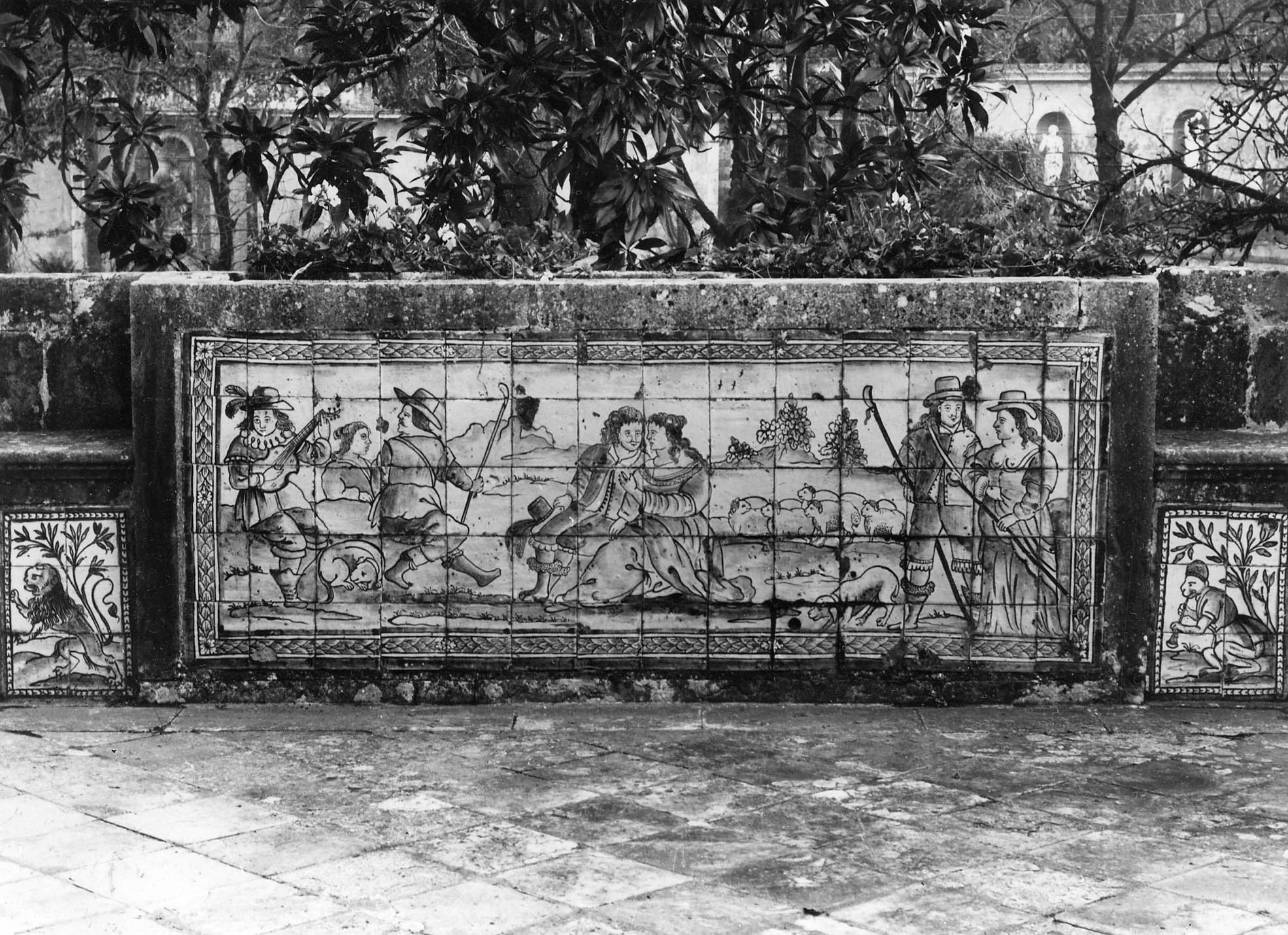
Panello di azulejo del XVII secolo con scena di vita popolare. Foto dello storico dell'arte João Miguel dos Santos Simões.
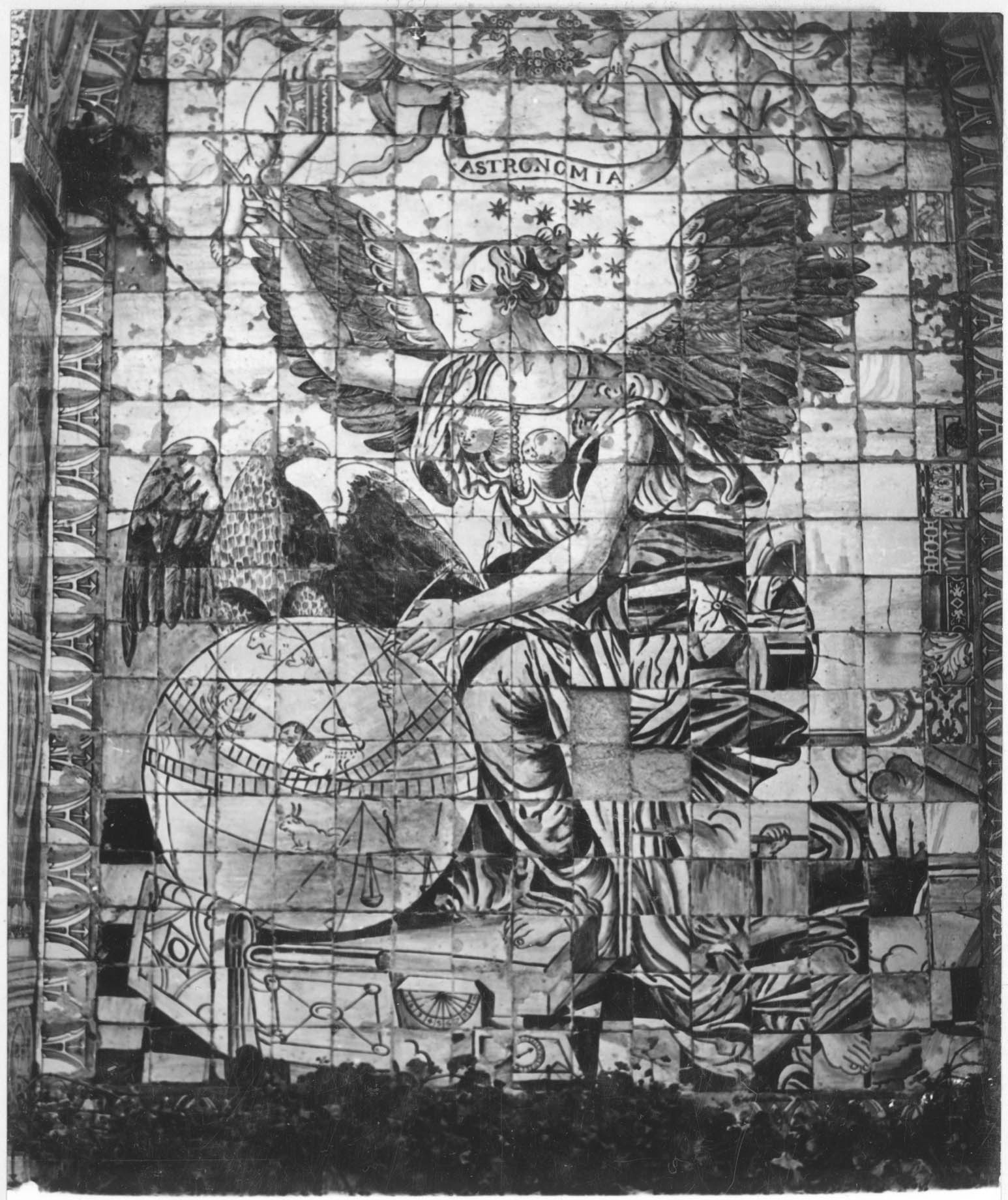
Pannello allegorico in azulejo raffigurante l'Astronomia.
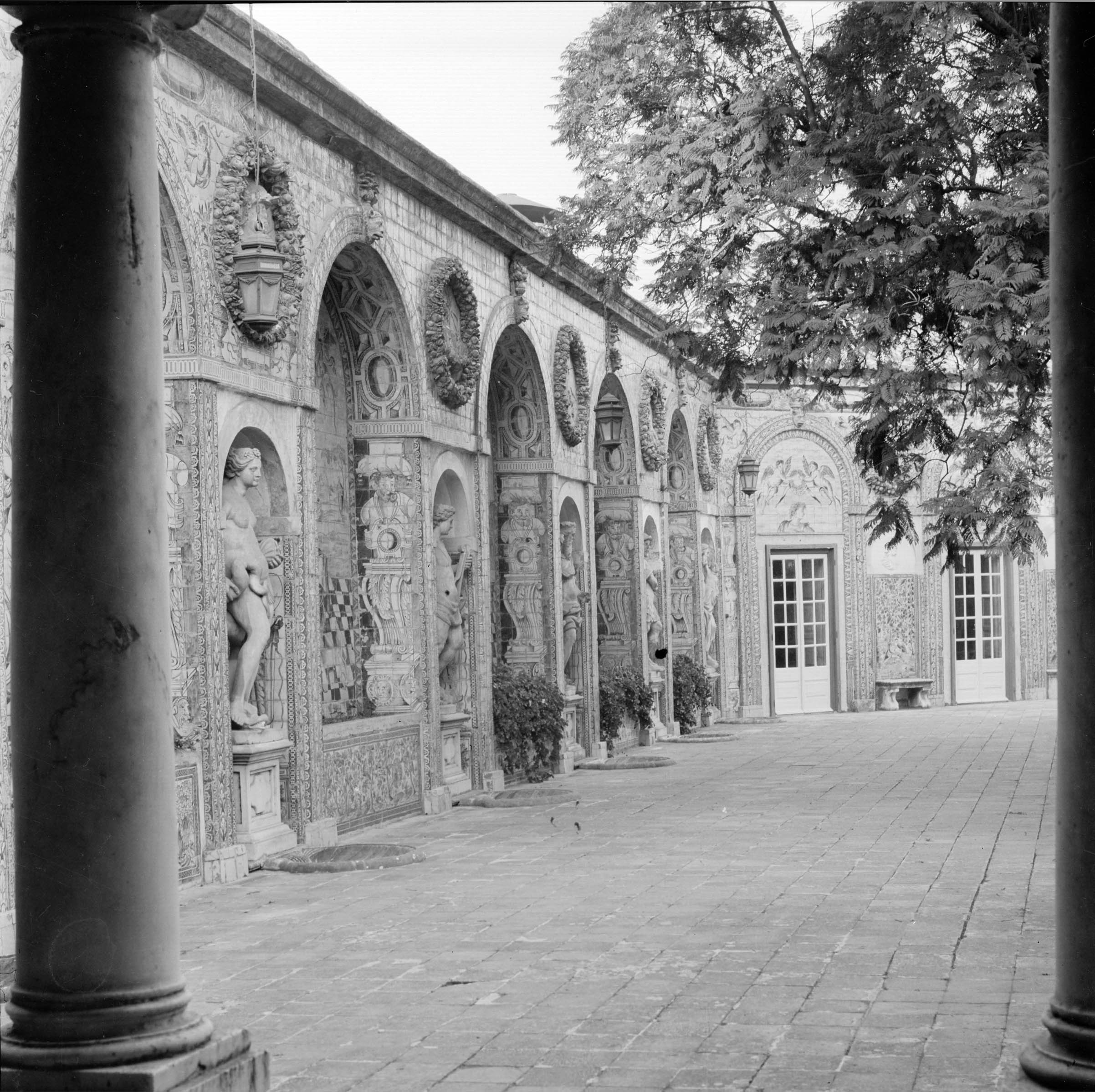
Terraço da Capela o Galeria das Artes con le rappresentazioni delle sette arti liberali.